# BelKA-2
BelKA-2, conosciuto anche come BKA, è un satellite per telerilevamento. È il primo satellite bielorusso lanciato con successo. 
Il satellite, con una massa al lancio di 473 Kg, è stato costruito dalla compagnia russa VNIIEM per conto dell'Accademia Nazionale delle Scienze di Bielorussia. Precedentemente era stato realizzato un altro satellite, il BelKA, ma il lancio effettuato nel 2006 era fallito. BelKA-2 è stato lanciato con successo il 22 luglio 2012 dal Cosmodromo di Bajkonur con un razzo vettore Sojuz. Il satellite, posto in orbita eliosincrona e destinato all'osservazione terrestre, è stato equipaggiato con due telecamere, una monocromatica e una multispettrale. BelKA-2 aveva una durata programmata di 5 anni, che è stata prorogata in attesa di un nuovo satellite attualmente in costruzione denominato BKA-2, il cui lancio era previsto nel 2023.